# Kazimierz Choma
Kazimierz Bogusław Choma (ur. 16 grudnia 1957 w Kraśniku) – polski polityk, samorządowiec i urzędnik, poseł na Sejm IX i X kadencji.

## Życiorys
Absolwent metalurgii na Akademii Górniczo-Hutniczej. Ukończył także studia podyplomowe Executive MBA w Collegium Humanum w Warszawie. Kształcił się także z zarządzania firmą w Wyższej Szkole Biznesu – National-Louis University i z wyceny nieruchomości w Warszawskiej Szkole Zarządzania – Szkole Wyższej. Przez ponad 20 lat pracował w Fabryce Łożysk Tocznych w Kraśniku, później działał w prywatnych spółkach. Objął stanowisko prezesa Kraśnickiego Przedsiębiorstwa Mieszkaniowego. W 2016 został dyrektorem lubelskiego oddziału Agencji Nieruchomości Rolnych (a po jego przekształceniu dyrektorem oddziału Krajowego Ośrodka Wsparcia Rolnictwa).
Zaangażował się w działalność polityczną w ramach Prawa i Sprawiedliwości. W 2010 bez powodzenia kandydował do rady powiatu kraśnickiego, mandat w niej uzyskał w wyborach 4 lata później. W 2018 kandydował na burmistrza Kraśnika, przegrywając w drugiej turze z Wojciechem Wilkiem (zdobył wówczas 46,61% głosów). W tych wyborach uzyskał natomiast mandat w kraśnickiej radzie miejskiej, został jej wiceprzewodniczącym.
W wyborach parlamentarnych w 2019 uzyskał mandat posła na Sejm IX kadencji w okręgu lubelskim (zdobył 13 777 głosów). W wyborach w 2023 z powodzeniem ubiegał się o poselską reelekcję (dostał 8363 głosy).